# Andrés de la Calleja

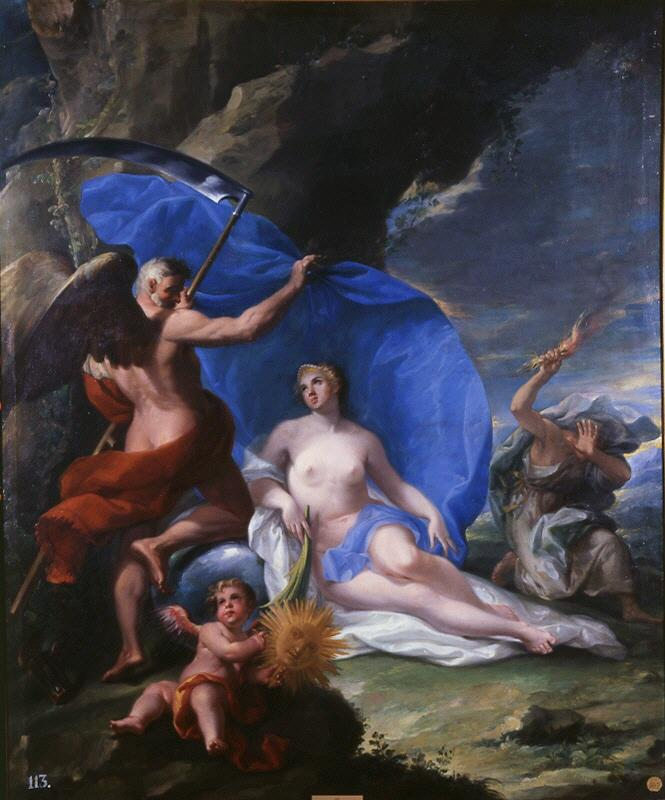
El Tiempo descubriendo la Verdad, óleo sobre lienzo (153 x 126 cm) Madrid, Real Academia de Bellas Artes de San Fernando.

Andrés de la Calleja Robredo (Urdanta, La Rioja, 1705-Madrid, 1785) fue un pintor tardobarroco español, pintor de cámara de los primeros Borbones en España.

## Biografía y obra
Bautizado el 6 de diciembre de 1705 en la parroquia de la Ascensión de Urdanta, aldea de Ezcaray (La Rioja), llegó a Madrid hacia 1720 para estudiar pintura con el también riojano Jerónimo Ezquerra y luego con Miguel Jacinto Meléndez. El primer trabajo documentado son precisamente los dos grandes cuadros destinados al crucero de la iglesia de San Felipe el Real de Madrid que tenía contratados Meléndez y que no llegó a iniciar al sobrevenirle la muerte: San Agustín conjurando la plaga de la langosta, conservado en los almacenes del Museo del Prado, y el Entierro del señor de Orgaz, perdido. Tras el fallecimiento de Meléndez y conforme a las instrucciones que había dejado a los frailes, Calleja se encargó de ellos en 1734 sirviéndose de los bocetos muy avanzados de su maestro, conservados también en el Museo del Prado. Descritos los estudios preliminares por Sánchez Cantón como «dos lienzos barrocos, impregnados de esencias de la escuela madrileña» y buen ejemplo de cómo esta «mantenía sus bríos después de mediar el reinado de Felipe V», los lienzos definitivos, a juzgar por el único conservado, se ajustaron fielmente al espíritu barroco de los originales, aunque en contacto con Jean Ranc y Louis Michel van Loo, con los que colaboró, como luego con Mengs, Calleja fue capaz de asimilar también las nuevas corrientes importadas de Francia como se pondrá de manifiesto en buena parte de su obra posterior.
En julio del mismo año 1734 fue nombrado pintor de cámara del príncipe de Asturias, el futuro Fernando VI, y tras el incendio del Alcázar de Madrid se encargó con Juan García de Miranda de la restauración de los cuadros que habían resultado dañados. En 1742 solicitó la plaza de ayuda de la furriera. Dos años después fue nombrado director honorario de la junta preparatoria para la formación de la academia de Bellas Artes. Tras su creación oficial, en 1752, fue designado teniente director de pintura y en 1778 su director general, prorrogado en 1781. Como parte de sus funciones en la corte, donde llegó a ser el más antiguo de los pintores de cámara, se encargó de pintar cartones para los tapices confeccionados en la fábrica de Santa Bárbara, diseñó altares portátiles, tasó e inventarió las colecciones reales de pintura en 1747 y 1772 y restauró no menos de 400 cuadros en la que, según Ceán Bermúdez, fue la principal ocupación de sus últimos años.

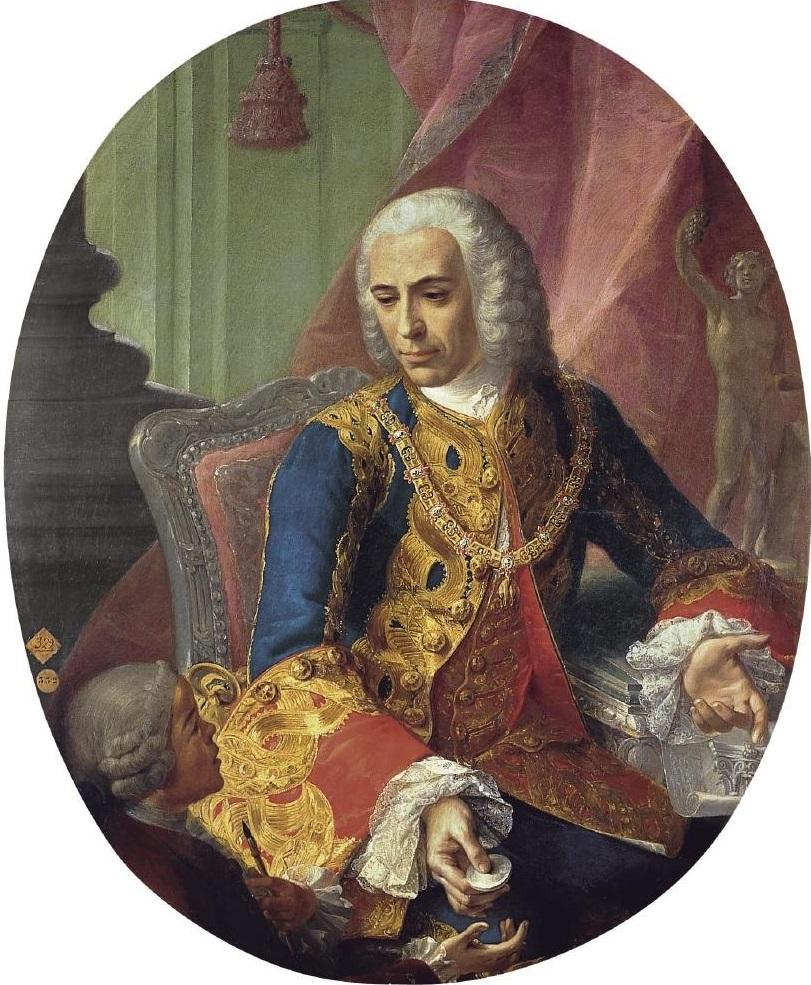
José de Carvajal entregando una medalla académica a Mariano Sánchez, 1754. Óleo sobre lienzo, 126 x 102 cm, Madrid, Real Academia de Bellas Artes de San Fernando.

De sus obras originales, muy escasas a causa de sus muchas restantes ocupaciones, se recuerdan sus retratos de José de Carvajal y Lancaster, en su calidad de protector de la Academia de Bellas Artes y en el acto de entregar una medalla al alumno Mariano Sánchez (Real Academia de Bellas Artes de San Fernando) y el del padre Enrique Flórez (Academia de la Historia, depósito del Museo del Prado), el gran lienzo de San Antonio de Padua para su altar en San Francisco el Grande, muy deudor todavía de Carreño, y El Tiempo descubriendo la Verdad, motivo mitológico conservado en la Real Academia de San Fernando. Muy importante fue también su labor como pintor de cartones para tapices, que arrancó en 1755 cuando con Antonio González Ruiz recibió el encargo de pintar treinta cartones sobre modelos de David Teniers el Viejo para San Lorenzo de El Escorial. Escasamente valorados por su propia naturaleza, son pocos los cartones de Calleja que se conservan, aunque debió de pintarlos en gran número; así, cuando el cardenal Lorenzana solicitó ayuda a Carlos III para crear una academia de pintura en Toledo, se le remitieron setenta y nueve cartones de la Real Fábrica, de los que solo restan seis en dependencias de la catedral de Toledo. Cuatro cartones procedentes de la colección real son propiedad del Museo del Prado pero se encuentran depositados en otras instituciones. Además de estos cartones hay que tener en cuenta los trece realizados para la Pieza de Café del Palacio del Pardo que permanecerán en la Real Fábrica de Tapices de Santa Bárbara, según consta en los inventarios realizados por Cornelio Van der Gotten en 1782 y por Livinio Stuyck. Por último, se han localizado otros veinte cartones de los que siete permanecieron en la Real Fábrica y diez (seis de tema profano y cuatro de inspiración religiosa) en la catedral de Toledo.
Falleció en Madrid el 2 de enero de 1785 y fue enterrado en la iglesia de Santa María de la Almudena.